# Ostrogoschsk
Ostrogoschsk (russisch Острогожск) ist eine Stadt in der Oblast Woronesch (Russland) mit 33.842 Einwohnern (Stand 14. Oktober 2010).

## Geographie

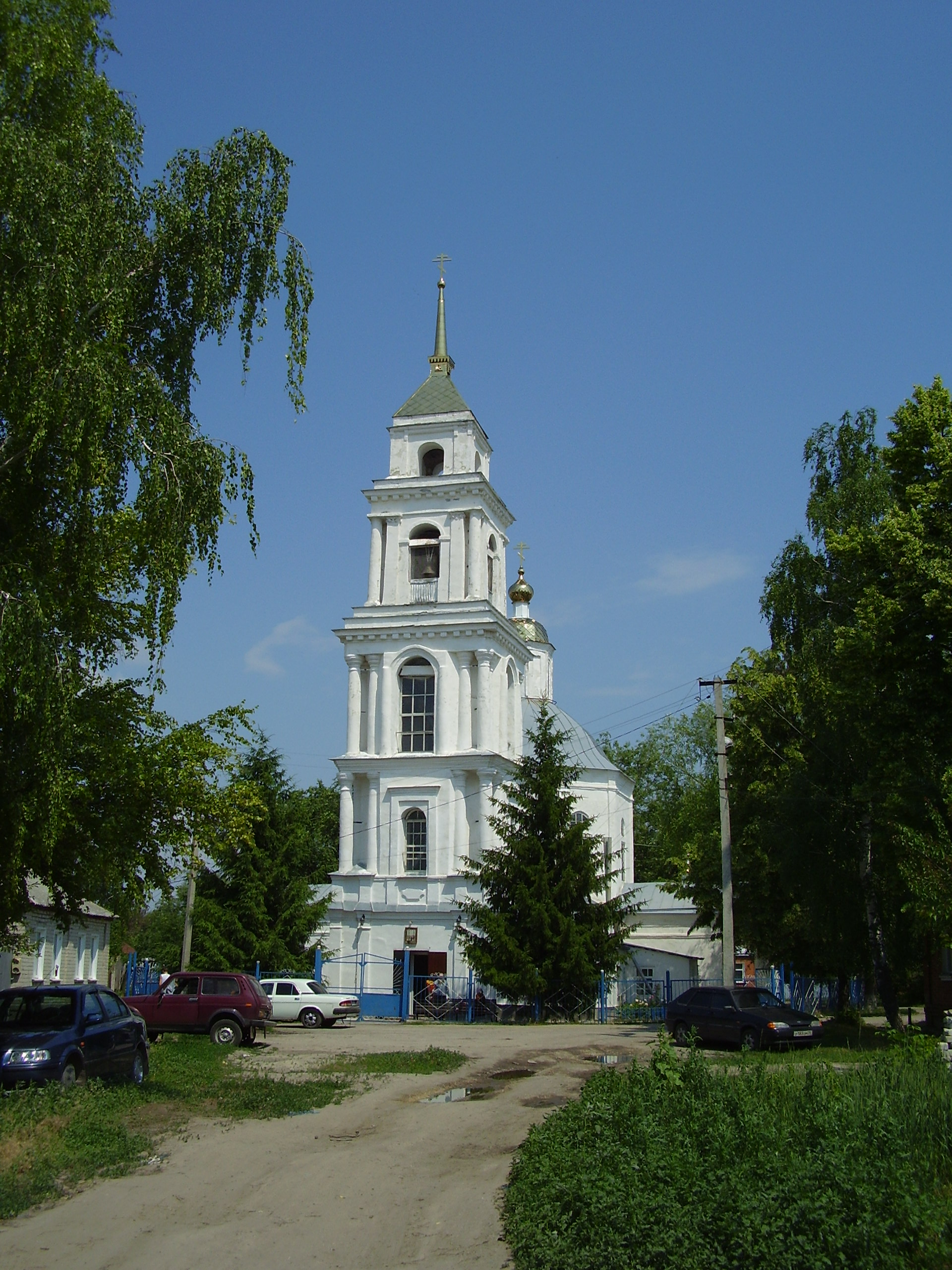
Kirche in Ostrogoschsk

Die Stadt liegt auf der Mittelrussischen Platte etwa 140 km südlich der Oblasthauptstadt Woronesch an der Tichaja Sosna, einem rechten Nebenfluss des Don. Sie liegt auf dem historischen Gebiet von Sloboda-Ukraine.
Ostrogoschsk ist Verwaltungszentrum des gleichnamigen Rajons.
Die Stadt liegt an der auf diesem Abschnitt 1895 eröffneten Eisenbahnstrecke Charkiw–Waluiki–Balaschow–Pensa.

## Geschichte
Als offizielles Gründungsjahr gilt 1652, als hier auf Anweisung des Zaren Alexei Michailowitsch an Stelle einer bereits seit Anfang des Jahrhunderts existierenden Ansiedlung ein Ostrog im Verlaufe der Belgoroder Linie entlang der damaligen Südgrenze des Zarentums Russland errichtet wurde. Der Ortsname ist von Namen des Baches Ostrogoschtsch abgeleitet, welcher hier in die Tichaja Sosna mündet.
Die Stadt wurde von Kosaken der Regimenter Nischyn und Tschernihiw unter der Führung von Iwan Dsykowskyj aufgebaut. Die 1003 Kosakenfamilien bewahrten die militärische Organisation des Hetmanats und bildeten eines der fünf Kosakenregimenter der Sloboda-Ukraine - das Ostrogoschsk-Regiment.
1765 wurde das Stadtrecht verliehen; 1779 wurde die Stadt Verwaltungszentrum eines Kreises (Ujesds), dies blieb sie während des gesamten 19. Jahrhunderts innerhalb des Gouvernements Woronesch.
1918 wurde die Stadt ein Teil der Ukrainischen Volksrepublik und 1920 von Bolschewiken übernommen.
Im Zweiten Weltkrieg wurde Ostrogoschsk am 5. Juli 1942 von der deutschen Wehrmacht besetzt und am 20. Januar 1943 von Truppen der Woronescher Front der Roten Armee im Rahmen der Operation Ostrogoschsk-Rossosch zurückerobert.

### Bevölkerung
Nach der Volkszählung von 1897 lebten 20.983 Menschen (10.410 Männer und 10.573 Frauen) in der Stadt. Verteilung der Bevölkerung nach Sprachen gemäß der Volkszählung von 1897:
| Sprache    | Sprecher | Prozent |
| ---------- | -------- | ------- |
| Ukrainisch | 10 789   | 51,42 % |
| Russisch   | 9 815    | 46,78 % |
| Jiddisch   | 128      | 0,61 %  |
| Polnisch   | 73       | 0,35 %  |
| Deutsch    | 67       | 0,32 %  |
| andere     | 111      | 0,52 %  |
| Gesamt     | 20 983   | 100 %   |

Bevölkerungsentwicklung:
| Jahr  | Einwohner |
| ----- | --------- |
| 1897  | 20.983    |
| 1926* | 11.000    |
| 1939  | 11.707    |
| 1959  | 28.403    |
| 1970  | 29.921    |
| 1979  | 34.044    |
| 1989  | 34.492    |
| 2002  | 34.585    |
| 2010  | 33.842    |

*Anmerkung: Volkszählungsdaten (1926 gerundet)

## Kultur und Sehenswürdigkeiten
In Ostrogoschsk ist eine Reihe von Kaufmannshäusers aus dem 19. und beginnenden 20. Jahrhundert erhalten.
Ostrogoschsk besitzt ein nach dem Maler Iwan Kramskoi benanntes Heimatmuseum mit Bildergalerie. Das Geburts- und Wohnhaus des Malers wurde ebenfalls als Museum hergerichtet.
Im Stadtzentrum steht ein Gedenkstein zur Erinnerung an ein Treffen zwischen Peter dem Großen und dem ukrainischen Hetman Iwan Masepa, welches in 1696 in Ostrogoschsk stattfand.

## Persönlichkeiten
- Anatoli Filiptschenko (1928–2022), Kosmonaut, verbrachte Jugend in Ostrogoschsk; Ehrenbürger der Stadt
- Iwan Kramskoi (1837–1887), Maler, Pädagoge und Kunstkritiker, geboren in Ostrogoschsk
- Samuil Marschak (1887–1964), Schriftsteller, verbrachte Kindheit und Jugend in Ostrogoschsk
- Kondrati Rylejew (1795–1826), Dichter und Dekabrist, lebte mehrere Jahre auf einem Landgut bei Ostrogoschsk und heiratete hier eine Gutsbesitzertochter; schrieb die Ode Peter der Große in Ostrogoschsk
- Nikolai Stankewitsch (1813–1840), wurde im nahen Dorf Uderewka geboren und besuchte in Ostrogoschsk die Schule

## Wirtschaft
In Ostrogoschsk gibt es Betriebe der Lebensmittel- und Textilindustrie sowie der Bauwirtschaft.